# Шитуев, Валерий Анатольевич
Валерий Анатольевич Шитуев (18 июня 1962, Переславль-Залесский, Ярославская область — 23 января 2019, Москва) — российский политический деятель. Депутат Государственной Думы третьего созыва (1999—2003).

## Биография
Родился 18 июня 1962 года в городе Переславль-Залесский в офицерской семье. Отец — военнослужащий — ракетчик. Детство и юность провел в военных гарнизонах на Украине, в Эстонии, Латвии и Калининградской области. После окончания школы решил продолжить военную династию — закончил Рижское высшее военно-политическое училище имени маршала Бирюзова
Проходил службу в ракетных войсках стратегического назначения, нёс боевое дежурство. Служил в военно-космических войсках. Последняя армейская должность — старший инструктор по комсомолу Политуправления Военно-космических войск. Уволен в запас в январе 1990 года. С детства увлекался спортом — борьба, футбол, спортивная гимнастика. Чемпион Эстонии по спортивной гимнастике. Член сборной Федерального Собрания Государственной Думы и Совета Федерации РФ по футболу.
Возглавлял Фонд Президиума Верховного Совета Российской Федерации «Возрождение». Член Союза писателей России и Союза журналистов России.
Издано четыре прижизненных сборника стихотворений: «Странник», «Кочевой календарь», Хроники ускоренного сердцебиения", «Танцы на битом стекле».

### Депутат ГосДумы
Депутат Государственной Думы III созыва, заместитель Председателя банковского комитета, заместитель Председателя аграрно-промышленной группы.
21 января 2019 года скончался после продолжительной болезни в возрасте 56 лет.
Награждён государственными и общественными награами:
· орденом «За службу Родине в вооруженных силах СССР»;
· орденом «Орденом Почета»;
· медалью «70 лет ВС СССР»;
· медалью «За безупречную службу в вооруженных силах СССР»;
· медалью «В память 850-летия Москвы»;
· медалью «300 лет РОССИЙСКОМУ ФЛОТУ»;
· золотой медалью «За помыслы и деяния» в память 150-летия С. Ю. Витте;
· серебряной медалью «Ратнику Отечества» в честь 200-летия А. В. Суворова; медалью «Профессионал России»;
и многими памятными знаками и медалями.
Литературные награды:
· медаль «100-летие А. Т. Твардовского» Министерство культуры РФ;
· орден М. Ю. Лермонтова литературной премии «Герой нашего времени» МГО Союза Писателей РФ;
· орден «Г. Р. Державин» литературной премии «Живи и жить давай другим» МГО СП РФ;
· орден "С.Есенин литературной премии «Золотая осень» МГО СП РФ;
· золотая Есенинская медаль МОО Союза Писателей РФ;
· диплом МОО Союза Писателей РФ «За верное служение отечественной литературе»;
· литературная премия им. Я. Смелякова — МОО Союза Писателей Р;
· медаль «Ревнителю просвещения им. А. С. Пушкина» Академии российской словесности;
· золотой диплом им. Н. М. Рубцова;
· литературный фонд МО Лига писателей Евразии;
· награждён почетным знаком «За заслуги перед профессиональным сообществом» Союза Журналистов Росси;
· литературная премия «Золотое перо Московии» МОО Союза Писателей РФ;
· лауреат литературной премии им. Крылова Н. И. «Щит Отечества» СП РФ, РВСН;
· диплом и медаль «Недаром помнит вся Россия» им. М. Ю. Лермонтова МГОСП РФ;
· медаль «Ивана Бунина», Союз писателей России, московская областная организация, издательский дом «Серебро слов»
```
и многие другие награды и почётные звания.
```

Вице-президент Федерации сумо России.
Член Центрального Совета ветеранов Ракетных войск стратегического назначения.
Член Центрального Совета ветеранов Общероссийского союза ветеранов Космических войск.
Член Союза писателей РФ (Московская областная организация).
Член Союза журналистов РФ.
Награждён дипломом «За вклад в отечественную культуру» (Творческий союз художников России)
Многочисленные публикации в Российских и зарубежных литературных изданиях: «Альманах поэзии», журнал «Поэзия», «Антология одного стихотворения», «Московский литератор» и многих других. Переводы на немецкий и английский языки.
Член редколлегии нескольких литературных изданий.